# Mario Lemieux
Mario Lemieux (Montreal, Quebec, 5 de octubre de 1965) es un exjugador profesional de hockey sobre hielo canadiense que jugó durante diecisiete temporadas con los Pittsburgh Penguins de la National Hockey League. Desde 1999 es copropietario de la franquicia del equipo de los Penguins. Permaneció en activo durante tres periodos: 1984 a 1993, 1995 a 1997 y 2000 a 2006.
Durante su carrera profesional Lemieux lideró a Pittsburgh en la consecución de dos Stanley Cup, y consiguió una medalla de oro olímpica con la Selección de Canadá. A título individual logró tres Trofeos Hart, seis Trofeos Art Ross como máximo anotador de la liga, y dos Trofeos Conn Smythe como jugador más valioso durante los playoff. En el momento de su retirada definitiva, y a pesar de haber padecido a lo largo de su carrera varias lesiones e incluso un cáncer del que se recuperó, Lemieux estaba situado como el séptimo anotador en la historia de la liga, con 690 goles y 1033 asistencias (1723 puntos).
Lemieux está en el Hockey Hall of Fame desde 1997 y su nombre aparece en el Paseo de la Fama de Canadá desde 2004.

## Biografía

### Inicios de Lemieux
Mario Lemieux nació en Montreal, hijo de Jean-Guy Lemieux, un trabajador de la construcción, y Pierrette, una ama de casa. Creció en el seno de una familia trabajadora en el distrito de Ville-Émard, y comenzó a jugar a hockey desde los tres años junto a sus hermanos Alain y Richard, mayores que él.
Años más tarde comenzó a jugar en equipos infantiles, y comenzó su carrera con 15 años de edad en los Laval Voisins de la Quebec Major Junior Hockey League. Ahí comenzó a mostrar sus cualidades, rompiendo en la temporada 1983-84 el récord de puntos en una temporada anotando 282 (133 goles y 149 asistencias) en 70 partidos, y en tres temporadas consiguió 562 puntos, repartidos en 247 goles y 315 asistencias.
En el draft de 1984 Lemieux fue elegido por los Pittsburgh Penguins como primera opción en la primera ronda. A pesar de que las negociaciones de su contrato se complicaron, finalmente el director general Eddie Johnston firmó al jugador con un contrato de dos años por 600.000 dólares americanos, con un plus de 150.000 al firmar.

### Primera etapa (1984 a 1993)
Lemieux llegó a Pittsburgh y se encontró con un equipo en crisis económica y sobre el que pesaban los rumores de un traslado a otra ciudad. Su debut se produjo el 11 de octubre de 1984 ante Boston Bruins, y en el estreno destacó con un gol anotado en su primer disparo en el partido. Sus progresos le hicieron disputar el Partido de las Estrellas de la NHL ese año, siendo el primer novato en ser convocado, y su actuación le valió el título de MVP del juego. A pesar de perderse siete partidos durante la temporada, Lemieux logró 100 puntos y ganó el Trofeo Calder como novato del año.
En la siguiente temporada Lemieux logró 141 puntos, quedándose por detrás de la marca de Wayne Gretzky establecida en 215, y venció el Premio Lester B. Pearson como mejor jugador de la temporada según los propios jugadores del campeonato. En 1987 fue convocado por la Selección de Canadá para la Copa Canada, y logró cuajar un buen juego al lado de otros jugadores como Gretzky, Mark Messier o Paul Coffey. La experiencia lograda en ese campo le sirvió, en la temporada 1987-88, para conseguir un récord personal de 168 puntos en la temporada, logrando así su primer título como máximo anotador y su primer Trofeo Hart como mejor jugador de la temporada regular. A pesar del éxito de Lemieux, los Penguins volvieron a quedarse fuera de los playoffs.
En la temporada 1988-89 Lemieux lideró la clasificación de asistencias con 114, empatado con Wayne Gretzky, y anotó 85 goles para conseguir 199 puntos al final de la temporada. Cabe destacar el partido que enfrentó a Pittsburgh ante los New Jersey Devils el 31 de diciembre de 1988, en el que Lemieux logró 8 puntos y se convirtió en el primer jugador en la historia de la NHL en anotar un gol en cualquiera de las cinco situaciones posibles en un mismo juego: igualdad numérica, power-play, inferioridad numérica, lanzamiento de penalti y portería vacía. Ese año el equipo si logró la clasificación, pero cayó en las finales de División ante los Philadelphia Flyers.
Una lesión de espalda de Lemieux pasó a ser posteriormente una hernia discal, que más tarde desarrolló una infección. La operación a la que sometió para corregir esa lesión le impidió jugar hasta 50 partidos de la temporada 1990-91. En su ausencia, los Penguins supieron reforzarse con las incorporaciones de Larry Murphy, Ron Francis y Ulf Samuelsson, que se contrataron con la intención de lograr una Copa Stanley, logrando de nuevo la clasificación para la fase final. A pesar de sus problemas de espalda, Lemieux estuvo disponible para los playoff anotando 16 goles y 28 asistencias, y su equipo venció a los Minnesota North Stars en la final, logrando así su primera Copa Stanley. El jugador consiguió a título individual el Trofeo Conn Smythe como jugador más valioso durante los playoff.
En la temporada 1991-92 su equipo pudo revalidar el título ante los Chicago Blackhawks. Lemieux solo disputó 64 partidos, pero consiguió anotar 131 puntos en la temporada regular y 34 en los playoff, haciéndose con su tercer Trofeo Art Ross y su segundo Trofeo Conn Smythe.

### Segunda etapa (1993 a 1997)
La temporada 1992-93 comenzó bien para Lemieux, que consiguió anotar al menos un gol durante 12 partidos consecutivos y tenía la posibilidad de superar el récord de anotación en la temporada regular (92 goles) establecido en 1982 por Gretzky. Sin embargo, el 12 de enero de 1993 el jugador anunció que le había sido diagnosticado la Enfermedad de Hodgkin, un linfoma maligno. Durante ese tiempo se sometió a fuertes sesiones de radioterapia, pero pudo regresar ese mismo año. Esa temporada consiguió el Trofeo Pearson y el Trofeo Bill Masterton Memorial por su lucha contra el cáncer. Afectado por otra lesión dorsal, Lemieux se perdió más de 50 partidos por problemas en la espalda que afectaron a su rendimiento, y al finalizar la temporada 1993-94 Lemieux anunció una retirada momentánea, debido al cansancio derivado de sus sesiones de radioterapia y a sus continuas lesiones. Además, Lemieux decidió crear una fundación, la Mario Lemieux Foundation, contra el linfoma de Hodgkin.
Su regreso se produjo en la temporada 1995-96, y el 29 de octubre de 1995 anotó su gol número 500 en su partido número 605, ante los New York Islanders. Esa temporada, Lemieux logró 69 goles y 92 asistencias y consiguió su tercer Trofeo Hart y quinto Trofeo Art Ross. Con un récord del equipo en goles a favor, los Penguins cayeron en la Final de la Conferencia Este ante Florida Panthers. En 1996-97 superó los 600 goles y consiguió su sexto Art Ross con 122 puntos (50 goles y 72 asistencias). Ese año Lemieux, que anunció su retirada del hockey al término de la temporada, jugó su último partido ante los Flyers, recibiendo una gran ovación por parte de la afición rival de Philadelphia. El 17 de noviembre de 1997 Lemieux entró en el Hockey Hall of Fame sin tener que esperar una moratoria de tres años después de su retirada para hacerlo.

### Lemieux compra Pittsburgh Penguins (1997 a 2000)

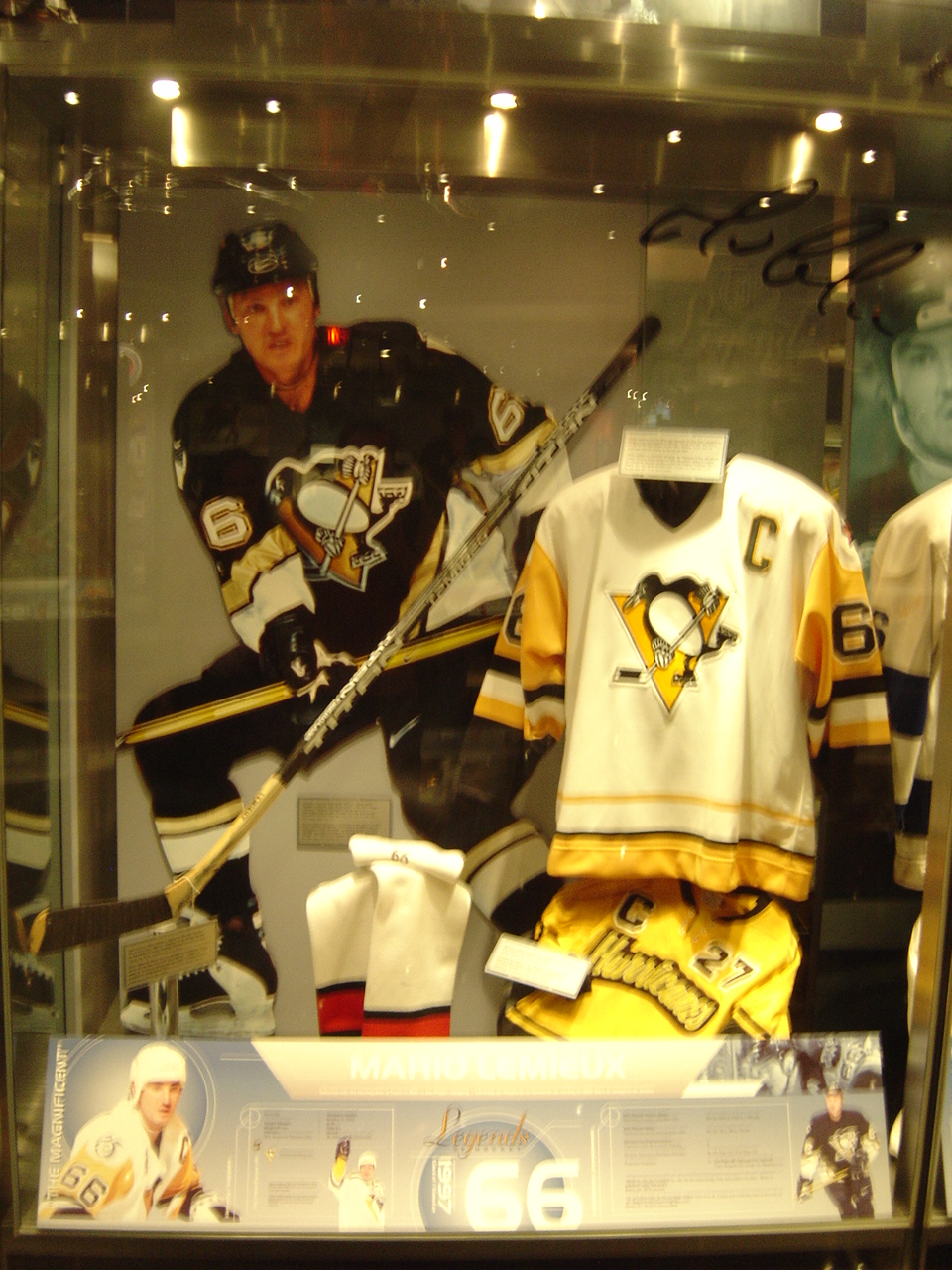
Vitrina de Lemieux en el Salón de la Fama del Hockey.

Tras la marcha de Lemieux, las políticas de contrataciones del equipo se desmoronaron y mostraron una deuda contraída importante. Los propietarios Howard Baldwin y Morris Belzberg se marcharon del equipo debiendo 90 millones de dólares a varios acreedores y jugadores, entre ellos el propio Lemieux. Como consecuencia, se produjo una rebaja salarial en los contratos y varios traspasos para evitar una crisis aún mayor en la formación.
La complicada situación provocó que los Penguins declararan la bancarrota en noviembre de 1998. Durante gran parte de la temporada 1998-99 se cernían los rumores de un posible traslado a otra ciudad e incluso la fusión con otro equipo, poniendo en peligro al club. Sin embargo, Lemieux decidió hacer una propuesta: como él era uno de los mayores acreedores del equipo, decidió comprar los Penguins para recuperar su dinero y salvar así a la franquicia de su desaparición. La NHL aprobó la compra el 1 de septiembre de 1999, convirtiendo así a Lemieux en el primer exjugador de la NHL en convertirse en el máximo accionista de su equipo anterior. La deuda terminó de pagarse en el año 2005, por lo que el plan de Lemieux funcionó.
Lemieux terminó siendo propietario, presidente y CEO de los Penguins, y aunque años después cedió los cargos de presidencia y CEO a Ken Sawyer continuó siendo el dueño del club. En 2006 Lemieux puso el equipo en venta, pero afirmó que solo aceptaría ofertas que mantuviesen a la franquicia en Pittsburgh.

### Regreso al hockey: tercera etapa (2000 a 2006)
En el año 2000 Lemieux decidió regresar al hockey, dándose así una situación en la que el propietario del club era también jugador. Esto supuso un conflicto de intereses, ya que no podía pertenecer a la Asociación de Jugadores de la NHL, pero finalmente se solucionó con un acuerdo salarial. El 27 de diciembre de 2000 Lemieux regresó en un partido ante los Toronto Maple Leafs.
Durante sus seis años como jugador en activo, Lemieux no perdió sus capacidades de anotación, marcando 76 puntos en la temporada 2000-01, y llegó con Pittsburgh hasta la Final de Conferencia, donde cayeron ante los New Jersey Devils. Durante las siguientes temporadas se vio afectado por diversas lesiones, pero en 2002-03 Lemieux consiguió ser el máximo anotador durante buena parte del campeonato, y aunque no logró el Art Ross finalizó la temporada con 92 puntos en solo 67 partidos.
Con el final de la huelga que paralizó el campeonato 2004-05, Lemieux regresó a un rink de hockey en la temporada 2005-06 con la esperanza de completar una buena temporada junto a un equipo con posibilidades de vencer y con su primera elección de draft, Sidney Crosby. Lemieux acogió en su casa a Crosby para ayudarle a asentarse en la ciudad, y se convirtió también en su mentor. Finalmente, el 24 de enero de 2006 Mario Lemieux anunció su retirada permanente del hockey profesional con 40 años, debido no solo al cansancio y la edad, sino a la falta de velocidad y a problemas coronarios.
El 13 de marzo de 2007 Lemieux anunció un acuerdo para la construcción de un nuevo pabellón multiusos que se ubicará en los terrenos del Mellon Arena. El acuerdo mantendrá a los Penguins en Pittsburgh durante al menos 30 años.

## Trayectoria
J = Partidos Jugados; G = Goles; A = Asistencias; Pts. = Puntos; Pen. = Penaltis
| 1980–81        | Montreal-Concordia  | QAAA           | 47  | 62  | 62   | 124  | 127 | 3   | 2  | 5  | 7   | 8  |
| 1981–82        | Laval Voisins       | QMJHL          | 64  | 30  | 66   | 96   | 22  | –   | –  | –  | –   | –  |
| 1982–83        | Laval Voisins       | QMJHL          | 66  | 84  | 100  | 184  | 76  | 12  | 14 | 18 | 32  | 18 |
| 1983–84        | Laval Voisins       | QMJHL          | 70  | 133 | 149  | 282  | 92  | 14  | 29 | 23 | 52  | 29 |
| 1984–85        | Pittsburgh Penguins | NHL            | 73  | 43  | 57   | 100  | 54  | –   | –  | –  | –   | –  |
| 1985–86        | Pittsburgh Penguins | NHL            | 79  | 48  | 93   | 141  | 43  | –   | –  | –  | –   | –  |
| 1986–87        | Pittsburgh Penguins | NHL            | 63  | 54  | 53   | 107  | 57  | –   | –  | –  | –   | –  |
| 1987–88        | Pittsburgh Penguins | NHL            | 77  | 70  | 98   | 168  | 92  | –   | –  | –  | –   | –  |
| 1988–89        | Pittsburgh Penguins | NHL            | 76  | 85  | 114  | 199  | 100 | 11  | 12 | 7  | 19  | 16 |
| 1989–90        | Pittsburgh Penguins | NHL            | 59  | 45  | 78   | 123  | 78  | –   | –  | –  | –   | –  |
| 1990–91        | Pittsburgh Penguins | NHL            | 26  | 19  | 26   | 45   | 30  | 23  | 16 | 28 | 44  | 16 |
| 1991–92        | Pittsburgh Penguins | NHL            | 64  | 44  | 87   | 131  | 94  | 15  | 16 | 18 | 34  | 2  |
| 1992–93        | Pittsburgh Penguins | NHL            | 60  | 69  | 91   | 160  | 38  | 11  | 8  | 10 | 18  | 10 |
| 1993–94        | Pittsburgh Penguins | NHL            | 22  | 17  | 20   | 37   | 32  | 6   | 4  | 3  | 7   | 2  |
| 1995–96        | Pittsburgh Penguins | NHL            | 70  | 69  | 92   | 161  | 54  | 18  | 11 | 16 | 27  | 33 |
| 1996–97        | Pittsburgh Penguins | NHL            | 76  | 50  | 72   | 122  | 65  | 5   | 3  | 3  | 6   | 4  |
| 2000–01        | Pittsburgh Penguins | NHL            | 43  | 35  | 41   | 76   | 18  | 18  | 6  | 11 | 17  | 4  |
| 2001–02        | Pittsburgh Penguins | NHL            | 24  | 6   | 25   | 31   | 14  | –   | –  | –  | –   | –  |
| 2002–03        | Pittsburgh Penguins | NHL            | 67  | 28  | 63   | 91   | 43  | –   | –  | –  | –   | –  |
| 2003–04        | Pittsburgh Penguins | NHL            | 10  | 1   | 8    | 9    | 6   | –   | –  | –  | –   | –  |
| 2005–06        | Pittsburgh Penguins | NHL            | 26  | 7   | 15   | 22   | 16  | –   | –  | –  | –   | –  |
| Total en QMJHL | Total en QMJHL      | Total en QMJHL | 200 | 247 | 315  | 562  | 190 | 26  | 43 | 41 | 84  | 47 |
| Total en NHL   | Total en NHL        | Total en NHL   | 915 | 690 | 1033 | 1723 | 834 | 107 | 76 | 96 | 172 | 87 |

## Selección nacional
Lemieux jugó con el equipo nacional masculino de hockey sobre hielo de Canadá en el Campeonato Mundial Sub-20 de la IIHF de 1983 (medalla de bronce), en el Campeonato Mundial de Hockey sobre Hielo de 1985 (medalla de plata), en la Copa Canadá de 1987 (campeonato), en los Juegos Olímpicos de Invierno de 2002 (capitán, medalla de oro) y en la Copa Mundial de Hockey de 2004 (capitán, campeonato).
En los Juegos Olímpicos de Invierno de 2002, tras haber sido seleccionado por Gretzky para capitanear la lista, Lemieux, que entonces tenía 36 años, lideró el equipo nacional masculino de hockey sobre hielo de Canadá en Salt Lake City, Estados Unidos. El equipo no había logrado ganar una medalla de oro en los Juegos Olímpicos en cincuenta años, pero seguía siendo considerado favorito para ganar. Lemieux fue el segundo en anotación del equipo, tras Joe Sakic, con seis puntos en cinco partidos, y lideró al equipo hacia el oro al derrotar a Estados Unidos 5-2 en el último partido. Lemieux hizo gala de su asombrosa inteligencia en el hockey durante el partido por la medalla de oro contra Estados Unidos. Con el equipo de Canadá perdiendo por 1-0 en el primer periodo, Lemieux realizó una de las jugadas más famosas e inteligentes de la historia del hockey olímpico. Tras un pase cruzado de Lemieux en la zona neutral, el defensa canadiense Chris Pronger llevó el disco a través de la línea azul hasta la zona estadounidense, y lanzó un pase a través de la zona. Lemieux fingió como si estuviera recibiendo el pase y procedió a disparar a la red, dejando que el disco se deslizara entre sus piernas, sabiendo que tenía al delantero Paul Kariya corriendo detrás de él. El amago de Lemieux provocó que el portero estadounidense Mike Richter se lanzara en dirección a Lemieux, y así se creó una red muy abierta para que Kariya disparara el disco, ya que recibió el pase de Pronger después de que Lemieux se lo dejara pasar a Kariya. Durante el torneo, su lesión de cadera requirió varias inyecciones analgésicas para mantenerlo en el hielo, y sólo jugó un partido más de la NHL después de los Juegos Olímpicos antes de perderse la temporada.
Luego jugaría en su último evento internacional, una vez más capitaneando al equipo de Canadá a la victoria en la Copa del Mundo de Hockey 2004, donde sería el cuarto máximo goleador del equipo de Canadá, a pesar de tener 38 años, tener lesiones y jugar en sólo 10 partidos de la NHL ese año. Lemieux también fue seleccionado por el equipo de Canadá para los Juegos Olímpicos de Invierno 2006, pero declinó debido a su salud.

## Palmarés
- Stanley Cup - 1991, 1992

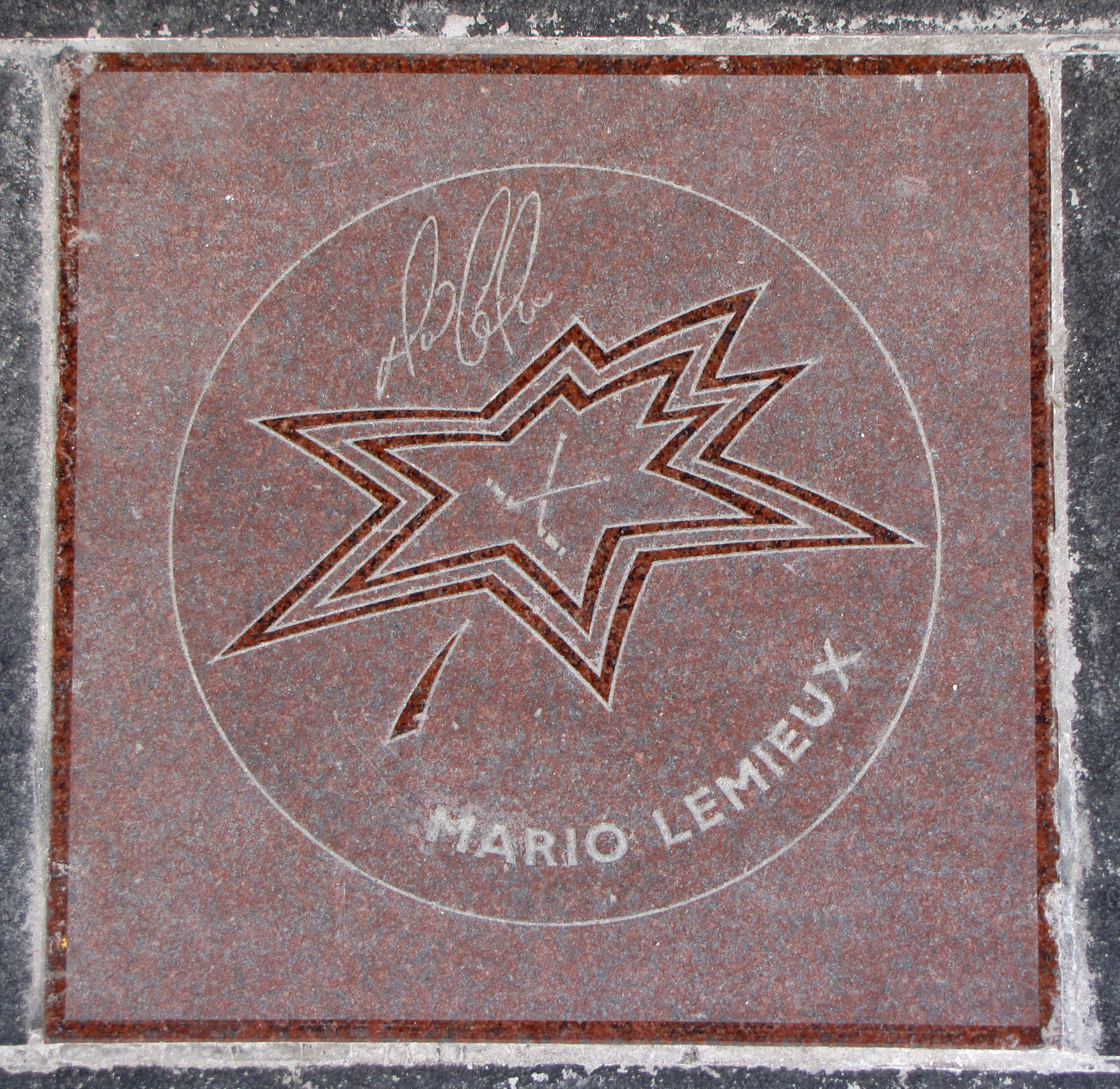
Estrella de Mario Lemieux en el Paseo de la Fama del Canadá.

- Miembro del Hockey Hall of Fame - 1997

- Hart Memorial Trophy - 1988, 1993, 1996
- Art Ross Trophy - 1988, 1989, 1992, 1993, 1996, 1997
- Conn Smythe Trophy - 1991, 1992
- Lester B. Pearson Award - 1986, 1988, 1993, 1996
- NHL Plus/Minus Award - 1993
- Calder Memorial Trophy - 1985
- Lester Patrick Trophy - 2000
- Trofeo Bill Masterton - 1993
- Trofeo Lou Marsh - 1993

- Oro en los Juegos Olímpicos de Salt Lake City 2002.
- Plata en los Mundiales de Hockey sobre Hielo de 1985.

## Repercusión en el hockey sobre hielo
Mario Lemieux es miembro desde 1997 del Salón de la Fama del hockey sobre hielo. Su ingreso fue al poco tiempo de su primera retirada profesional, debido a sus estadísticas y a su importancia para el deporte.
Varios jugadores de hockey han declarado su admiración por Lemieux. Wayne Gretzky, considerado como uno de los mejores en la historia de la NHL y compañero de selección, declaró que "No puede reemplazarse a gente como Lemieux, un gran jugador y una buena persona (...) el juego le echará de menos". Por otro lado Bobby Orr, miembro del Salón de la Fama, afirmó lo siguiente: "Que yo recuerde, es el jugador con más talento que he visto nunca. Si no hubiese sido por sus problemas de salud, sólo Dios sabe qué más podría haber hecho."

## Curiosidades
- Está casado con Nathalie Asselin, tiene cuatro hijos y la familia reside actualmente en Pittsburgh.
- Ha sido apodado como Super Mario y como Le Magnifique o The Magnificent (El magnífico).
- Mario Lemieux suele alojar en su casa de forma temporal a los nuevos jugadores de los Pittsburgh Penguins hasta que éstos logran asentarse en la ciudad. Entre ellos se encuentran Jaromir Jagr, Marc-Aundre Fleury y Sidney Crosby entre otros.
- Donó de forma pública dinero para las campañas a la reelección del senador republicano Rick Santorum y la senadora demócrata Hillary Clinton en sus respectivos cargos.